# Prudencio Vázquez y Vega
Prudencio Vázquez y Vega (Cerro Largo, 18 de abril de 1853-8 de febrero de 1883 fue un periodista y escritor uruguayo que fue fundador del periódico La Razón (Uruguay) en Montevideo y fue representante del racionalismo espiritualista en Uruguay.

## Biografía
Nació en una localidad llamada El Avestruz en el actual Departamento de Cerro Largo. Luego de culminados sus estudios primarios se traslada a Montevideo e ingresa en la Facultad de Derecho donde se graduó en 1881 como Dr. en Derecho. Fundó el diario La Razón (Uruguay) junto a Anacleto Dufort y Álvarez, Daniel Muñoz y Manuel B. Otero en 1873, donde publicaban artículos anticlericales y con un profundo racionalismo. 
También publicó artículos en una revista llamada El Espíritu Nuevo junto a José Batlle y Ordóñez, Anacleto Dufort y Álvarez, Francisco Soca y otros.
Fue Catedrático de Filosofía en el Ateneo de Montevideo en 1878 desde donde se hacían debates y conferencias sobre los temas, especialmente relacionados al racionalismo versus la iglesia.
Una calle en Montevideo, lo recuerda y homenajea.